# Smilax blumei
Smilax blumei är en enhjärtbladig växtart som beskrevs av A.Dc. Smilax blumei ingår i släktet Smilax och familjen Smilacaceae. Inga underarter finns listade.